# Ängtjärnen (Silleruds socken, Värmland)
Ängtjärnen är en sjö i Årjängs kommun i Värmland och ingår i Göta älvs huvudavrinningsområde.